# كوه بايه (إيران)
كوه بايه (بالفارسية: کوه‌پایه) هي مدينة تقع في إيران في Kuhpayeh District. يقدر عدد سكانها بـ 4,417 نسمة .